# Коноханасакуя-химэ
Коноханасакуя-химэ  или Конохана-но-сакуя-химэ (яп. 木花開耶姫, 木花咲耶姫 или 木花開耶姫) (в более короткой форме как Сакуя-химэ) — в синтоизме — ками, женское божество, из японской мифологии. Является богиней горы Фудзи, символ мимолётности жизни, подобной цветку (ее символом является сакура). Она дочь бога гор Ооямацуми, старшего брата Аматэрасу. Жена Ниниги но Микото, внука Аматэрасу, и мать Ходэри, Хосусэри и Хоори. Хоори впоследствии стал дедом первого японского императора Дзимму.
Синтоистские святилища, известные как Асама или Сэнгэн, были построены на горе Фудзи в честь Сакуя-химэ. Считается, что Сакуя-химэ сдерживает гору Фудзи от извержения, хотя её святыни на Кирисиме неоднократно разрушались извержениями вулканов. Она также известна тем, что разорвала горы Яцугатаке, потому что они были выше, чем гора Фудзияма.

## Имя и этимология
Коноханасакуя-химэ или Конохананосакуя-химэ (木花咲耶姫 или 木花開耶姫; букв. «Цветущая принцесса [вишнёвого] дерева»). Также её называют Сэнгэн.

## Мифы

### Ниниги но Микото и Коноханасакуя-химэ
В «Кодзики» Коноханасакуя-химэ представлена как красивая девушка, которую встречает Ниниги но Микото. Он влюбляется в неё с первого взгляда. После того, как он знакомится с ней, выражает желание вступить с ней в брак. Но Коноханасакуя-химэ дает ему понять, что это должен решить ее отец Ооямацуми-но ками. Отец поддержал брак, узнав что Ниниги является внуком Аматэрасу и подарил ему много подарков и даже свою старшую дочь Иванага-химэ. Но из-за того, что та старшая дочь была очень уродлива, Ниниги но Микото увидев ее, испугался и отослал обратно к отцу, оставил только Конохана-но-сакуя-химэ, и провёл с ней ночь. Тогда бог Оямацуми-но ками, из-за того, что Иванага-химэ вернули, испытал большой стыд и послал сказать: «Причина, по которой я обеих моих дочерей вместе отправил к тебе, вот в чем: Я послал их, дав клятву, что если Ниниги но Микото возьмёт в жёны Иванага-химэ, то жизнь потомка небесных богов — пусть даже снег падет, ветер налетит — всегда, будет подобна скале, вечной, крепкой, неколебимой. Если возьмёт в жёны Конохана-но-сакуя-химэ жизнь будет — расцветет, подобно тому, как цветы на деревьях расцветают. А ты вот так поступил: Иванага-химэ вернул, только Конохана-но-сакуя-химэ оставил. Потому священная жизнь потомка небесных богов недолговечной будет, подобно цветам на деревьях».
Коноханасакуя-химэ забеременела на следующую ночь. Ниниги не поверил, что ребёнок был от него и сказал: «Сакуя-химэ за одну ночь забеременела. Это дитя не мое. Наверное, это дитя земного бога». Тогда Конохана-но-сакуя-химэ очень опечалилась, сказала в ответ: «Если дитя, которым я забеременела, — это дитя земного бога, не рожу благополучно. Если это дитя небесных богов, рожу благополучно», — так сказав, тут же построила покои без дверей, внутрь тех покоев вошла, глиной их изнутри замазала, а когда пришло время родить, те покои подожгла и родила своих трех сыновей: Ходэри-но микото, Хосусэри-но микото и Хоори-но микото. Мать и дети не пострадали во время пожара, что доказало верность Коноханасакуя-химэ ее мужу, и Ниниги-но Микото устыдился своих подозрений..

### Камелия Ёсодзи

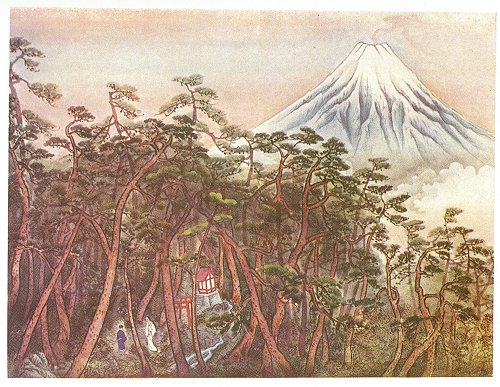

Согласно легенде, примерно в XI веке, небольшую деревню Камиидэ в провинции Суруга поразила эпидемия оспы. В деревне жили мальчик по имени Ёсодзи и его мать, которая была заражена этой болезнью. Чтобы вылечить свою мать, Ёсодзи отправился к ведьме. Она сказала ему дать матери воды из небольшого ручья возле горы Фудзи.

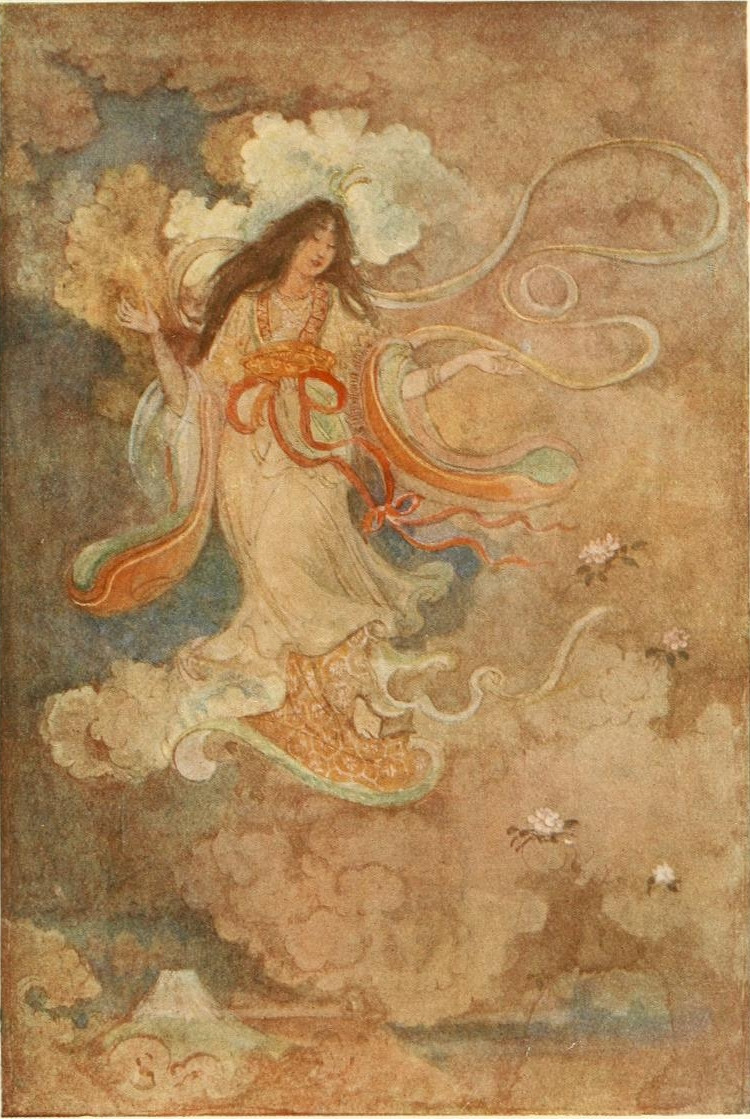

На следующий день Ёсодзи решил пойти к реке, но тут наткнулся на три тропинки. Пока он думал, какую из них выбрать, к Ёсодзи из леса подошла молодая девушка в белом и повела его к ручью. Ёсодзи зачерпнул воды из ручья и дал выпить матери.
Несколько дней спустя Ёсодзи вернулся в то место, где пересекались три пути, где он снова увидел девушку в белом. Она сказала ему вернуться через три дня, и что она встретит его. Для лечения всех жителей села потребуется пять выездов.
Через пять потреблений воды мать Ёсодзи действительно исцелилась, как и многие другие жители деревни. Жители деревни были ему благодарны, но он знал, что заслуга принадлежит девушке в белом. Поэтому он вернулся к ручью, чтобы отблагодарить её. Однако он обнаружил, что ручей полностью высох, а девушки нигде не было видно. Ёсодзи стал молиться, чтобы девушка пришла сюда.
Девушка появилась перед ним, и Ёсодзи сказал, что хотел бы сказать, насколько сильно он ей благодарен, и хотел бы знать, кто она такая, чтобы сказать сельским жителям, кого стоит благодарить. Женщина в белом сказала, что кто она такая, не важно, и попрощалась с Ёсодзи. Затем она взмахнула веткой камелии над головой, и облако с горы Фудзи спустилось и подхватило её. Именно тогда Ёсодзи понял, что женщина была не кем иным, как богиней горы Фудзи.